# Parapoynx allionealis
Parapoynx allionealis is een vlinder uit de familie van de grasmotten (Crambidae), uit de onderfamilie van de Acentropinae. De wetenschappelijke naam van deze soort is voor het eerst gepubliceerd in 1859 door Francis Walker.

## Ondersoorten
- Parapoynx allionealis allionealis (Walker, 1859)
- Parapoynx allionealis itealis (Walker, 1859)

## Verspreiding
De soort komt voor in Canada, de Verenigde Staten en Cuba.